# Nixon-Raute
Die Nixon-Raute (engl: Nixon diamond) bezeichnet ein bekanntes beispielhaftes Szenario aus der Künstlichen Intelligenz. Es dient zumeist der Illustration konsistenzerhaltender Wissensverarbeitung, gelegentlich auch der Verdeutlichung unterschiedlicher Wissensrepräsentationsmechanismen.

## Begriff
Der Begriff ist auf die graphischen Darstellung des Szenarios zurückzuführen, welche an eine Raute erinnert. Er stammt aus dem Englischen, in dem „diamond“ sowohl für „Raute“ als auch für „Diamant“ steht. Aufgrund dieser Mehrfachbedeutung wird „Nixon diamond“ gelegentlich fälschlicherweise als „Nixon-Diamant“ übersetzt.

## Szenario
Gegeben sei folgendes initiales Wissen:
1. Nixon ist ein Quäker.
2. Nixon ist ein Republikaner.
3. Quäker sind Pazifisten.
4. Republikaner sind keine Pazifisten.

## Interpretation

### Klassische Logik
Wenn wir die obigen Aussagen als Sätze der klassischen Aussagen- oder Prädikatenlogik auffassen, können wir aus 1. und 3. folgern, dass Nixon ein Pazifist ist. Andererseits können wir aus 2. und 4. folgern, dass Nixon kein Pazifist ist. Das gegebene Wissen ist also widerspruchsvoll, die entsprechende logische Theorie inkonsistent.

### Nichtmonotone Interpretation
Alternativ zu der obigen Sichtweise ist es naheliegend, die letzten beiden Sätze als prototypische Regeln aufzufassen, die lediglich ein typisches Muster beschreiben. Dies lässt sich durch das Adverb „normalerweise“ unterstreichen:
1. Nixon ist ein Quäker.
2. Nixon ist ein Republikaner.
3. Quäker sind normalerweise Pazifisten.
4. Republikaner sind normalerweise keine Pazifisten.

Eine solche Interpretation liefert zwei unterschiedliche konsistente Weltsichten, die eine Aussage über Nixons Neigung zum Pazifismus erlauben: In der einen ist Nixon ein Pazifist, was sich durch Nixons Quäkertum und den Quäker-typischen Pazifismus rechtfertigen lässt. In der anderen ist Nixon kein Pazifist, was sich durch Nixons republikanische Neigung und den Republikaner-typischen anti-Pazifismus rechtfertigen lässt. Mögliche inkonsistente Weltsichten, in denen Nixon gleichzeitig Pazifist und nicht Pazifist ist, werden üblicherweise nicht erwogen.